# MAN Truck & Bus

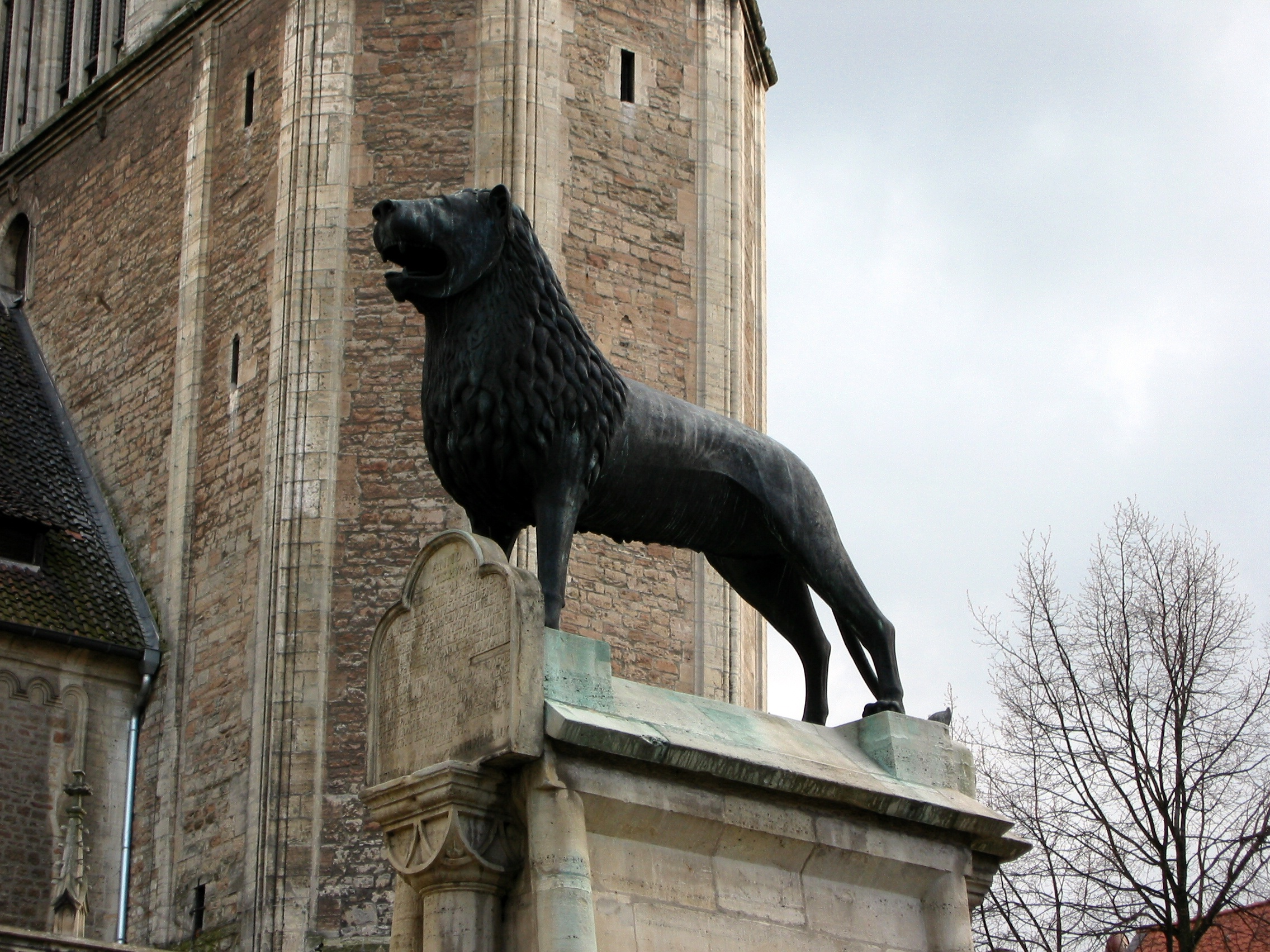
Denna staty, Braunschweiger Löwe i Braunschweig återfinns som symbol på MAN:s lastbilar.

MAN Truck & Bus AG, tidigare MAN Nutzfahrzeuge AG, är det största dotterbolaget till MAN SE samt en av världens ledande tillverkare av kommersiella fordon.

## Historia
Huvudartikel: MAN SE

## Fordon (i urval)

### Militärfordon
- MAN 630 L2A
- MAN KAT1
- MAN RMMMV HX.
- MAN LX och FX.
- MAN SX.

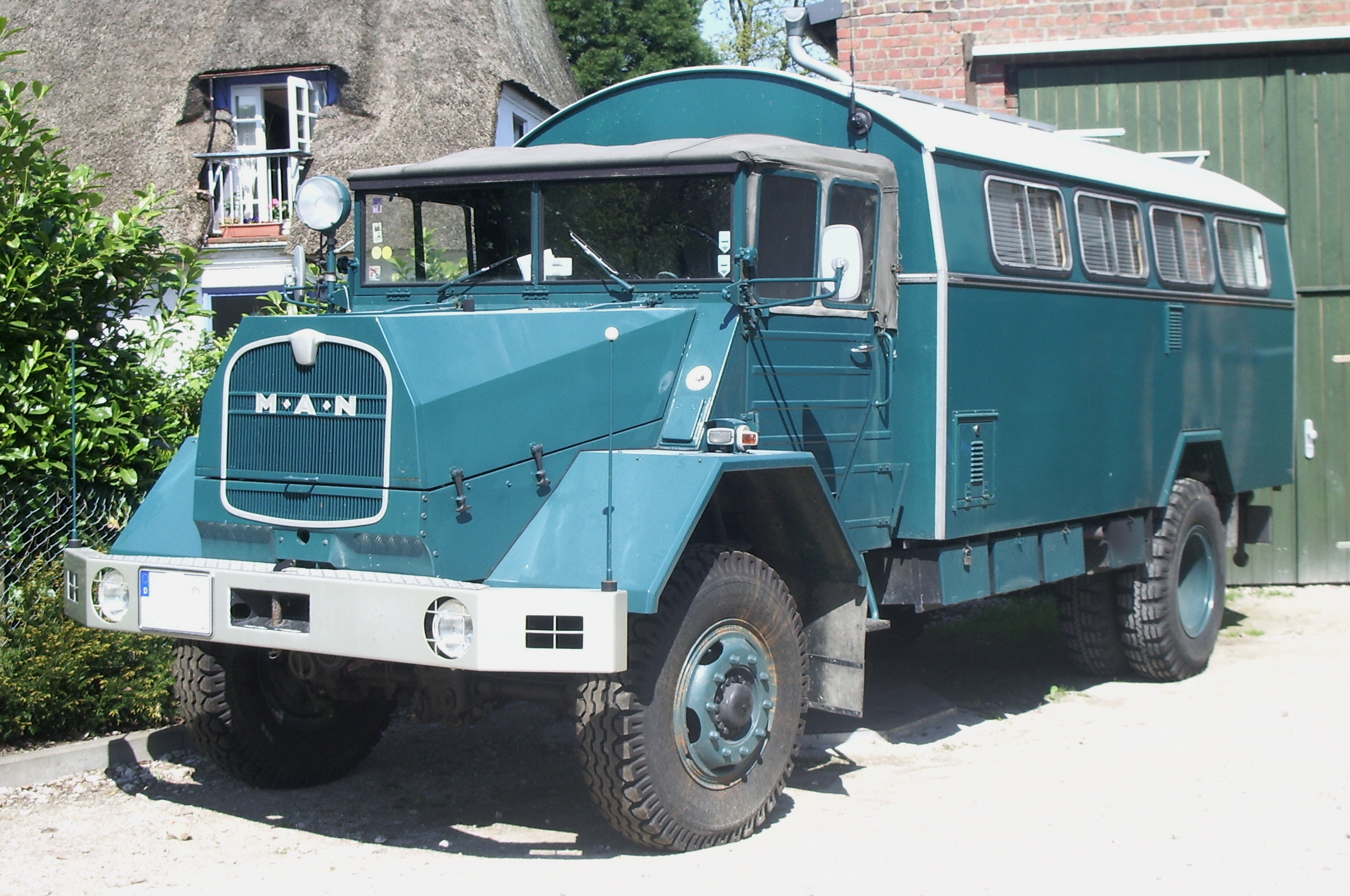
En MAN 630 L2A "Kommandowagen" i Tyskland.
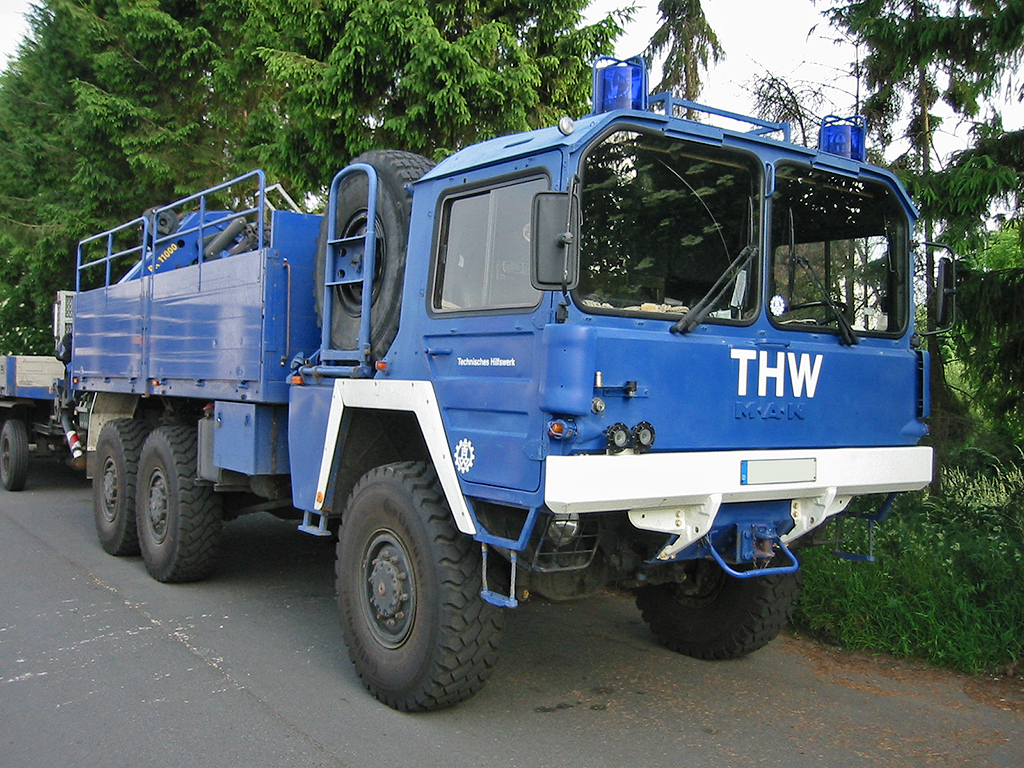
MAN KAT1 tillhörande Technisches Hilfswerk.
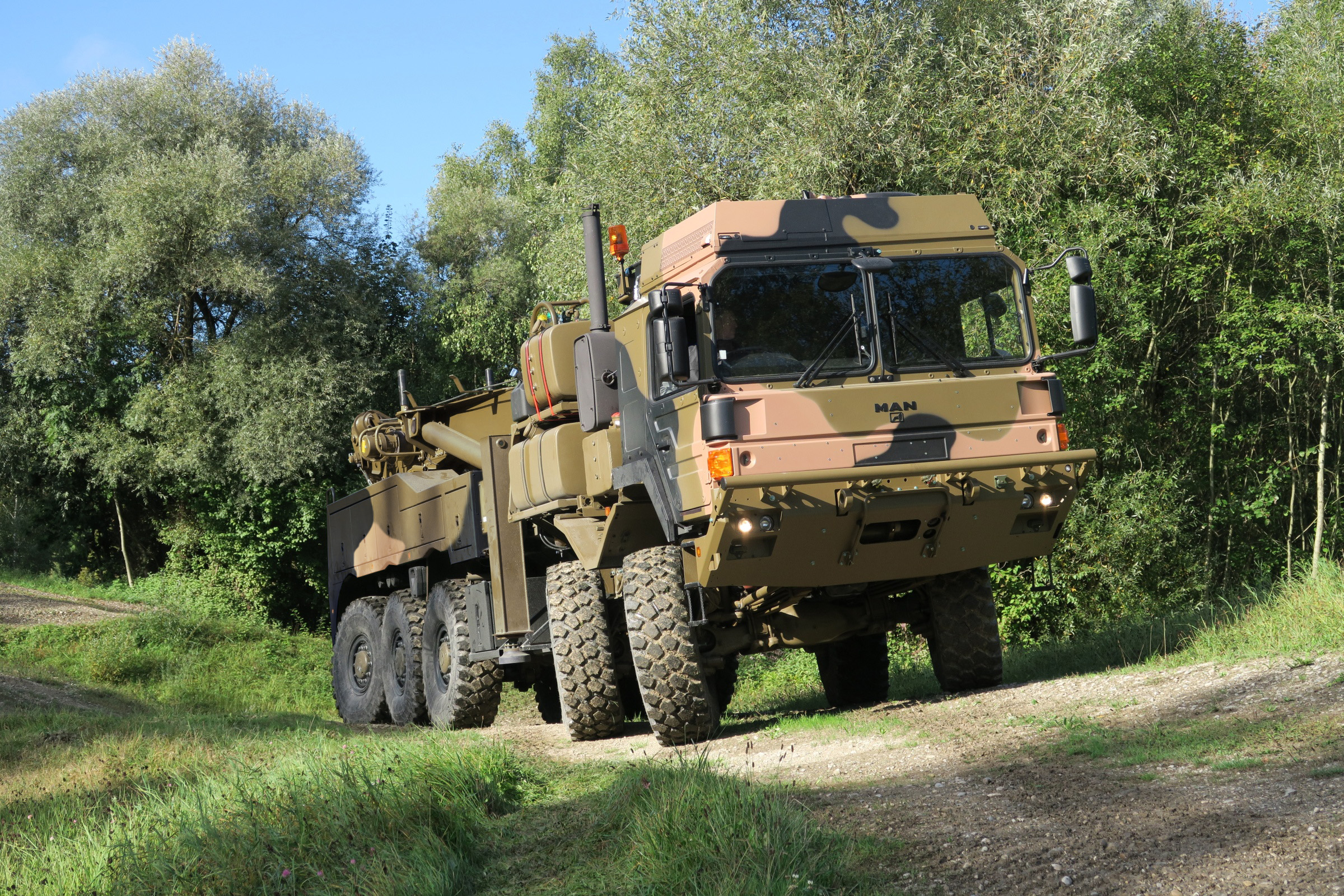
En MAN RMMMV HX i Australien.
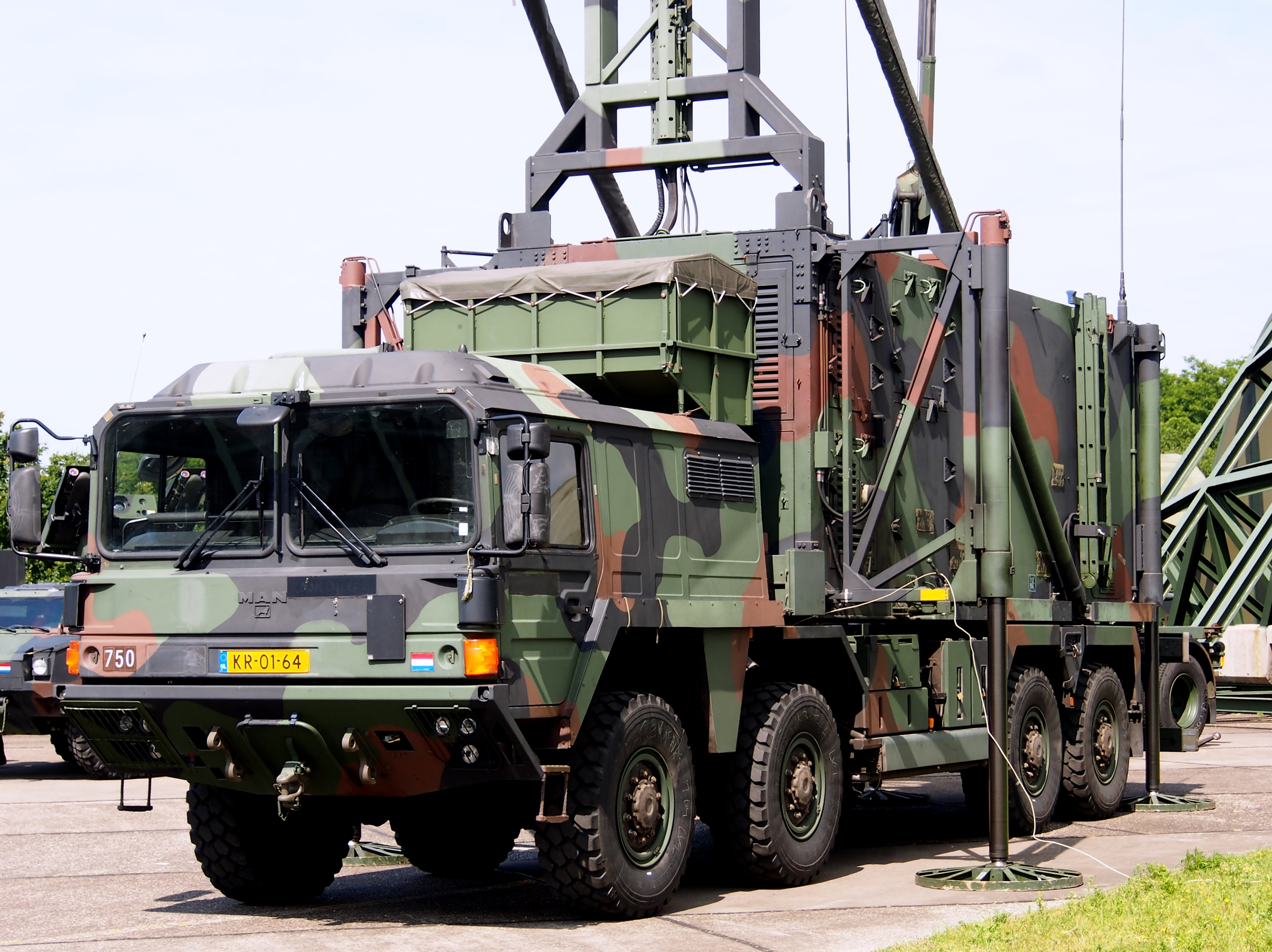
MAN SX tillhörande Nederländernas försvarsmakt.

### Lastbilar
- MAN F8
- MAN I
- MAN G90
- MAN LE och L2000
- MAN ME och M2000
- MAN FE och F2000
- MAN CLA
- MAN TGL (med hybridmodellerna TGL OPTISTRANG och TGL EDA)
- MAN TGM
- MAN TGA
- MAN TGX och TGS
- MAN TGE (Badge engineering av Volkswagen Crafter)

Fram till 2007 byggde MAN även ERF-lastbilarna för den brittiska marknaden.

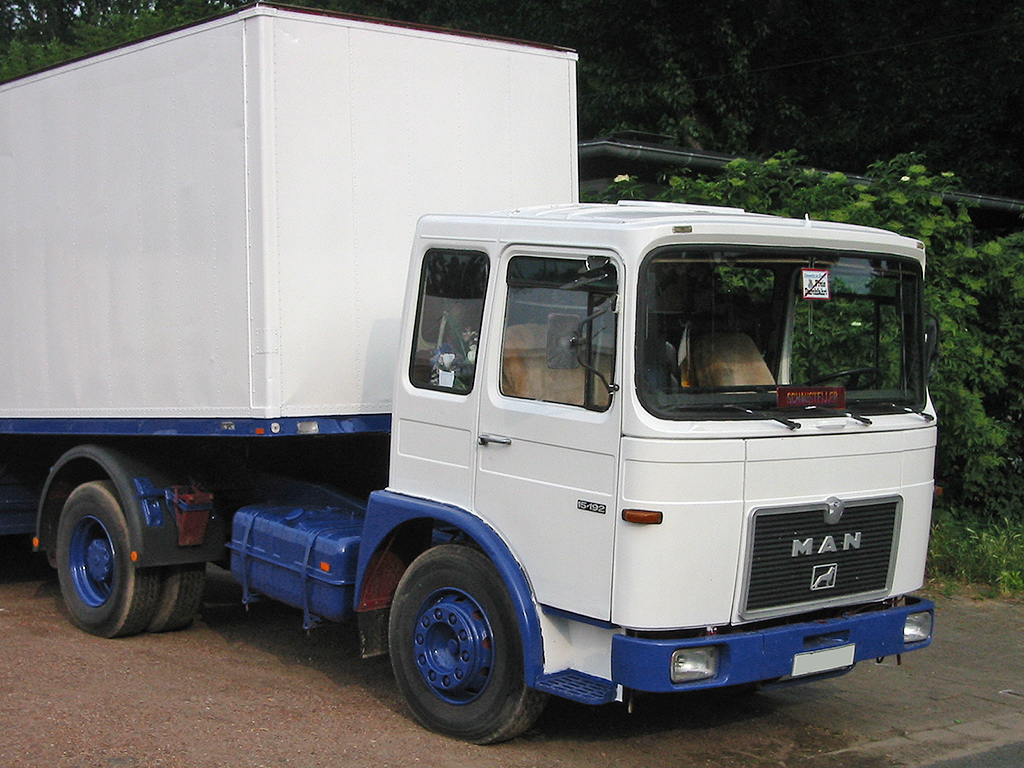
En MAN F8.
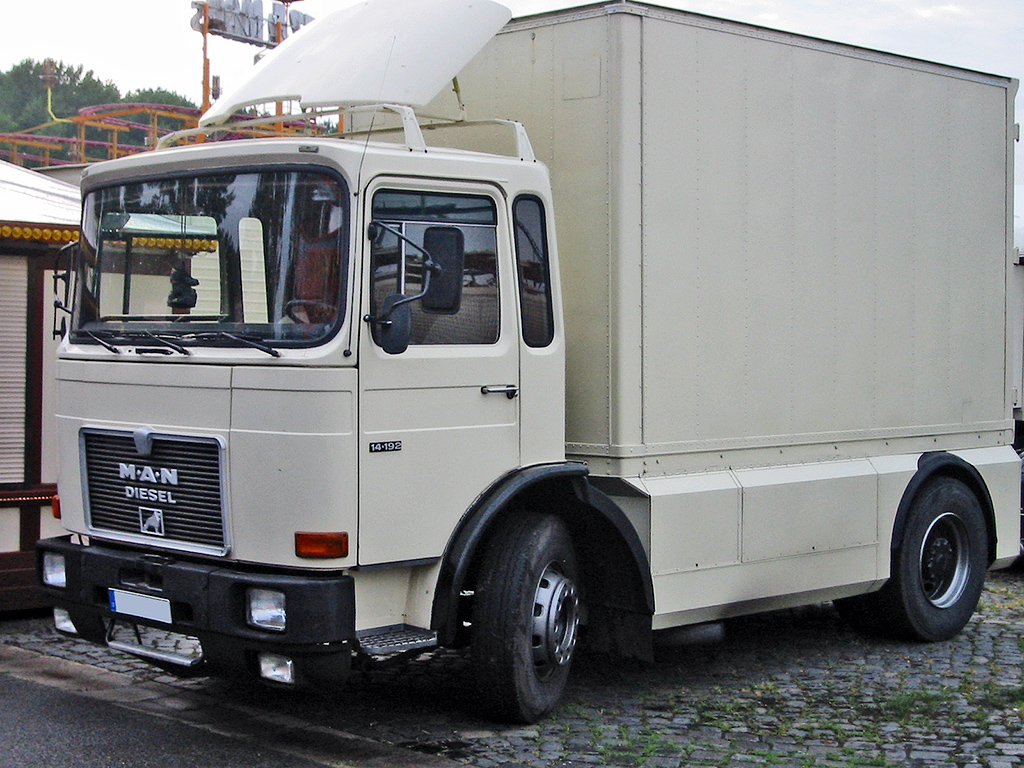
MAN I.
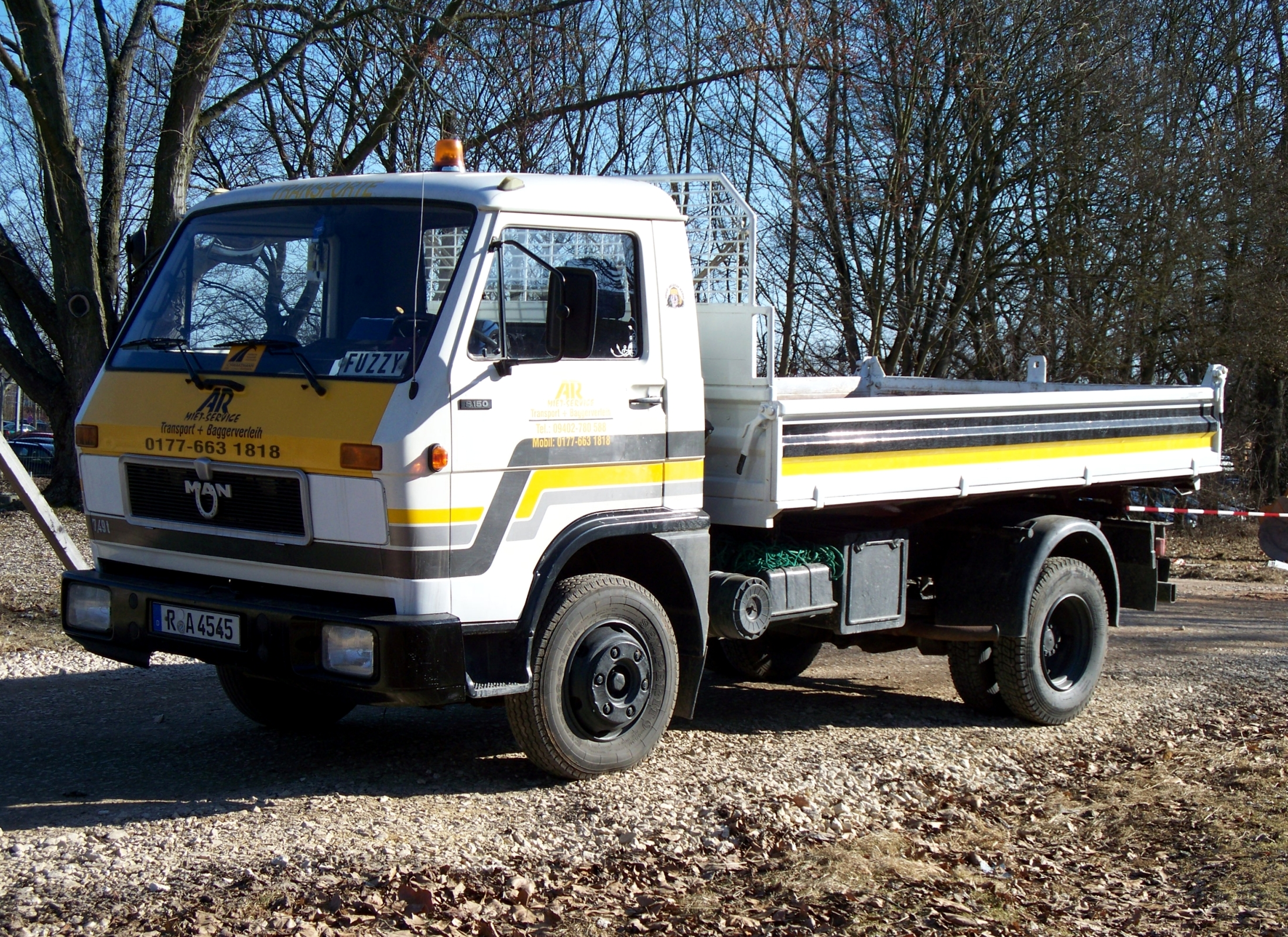
En MAN G90 i Regensburg, Tyskland.
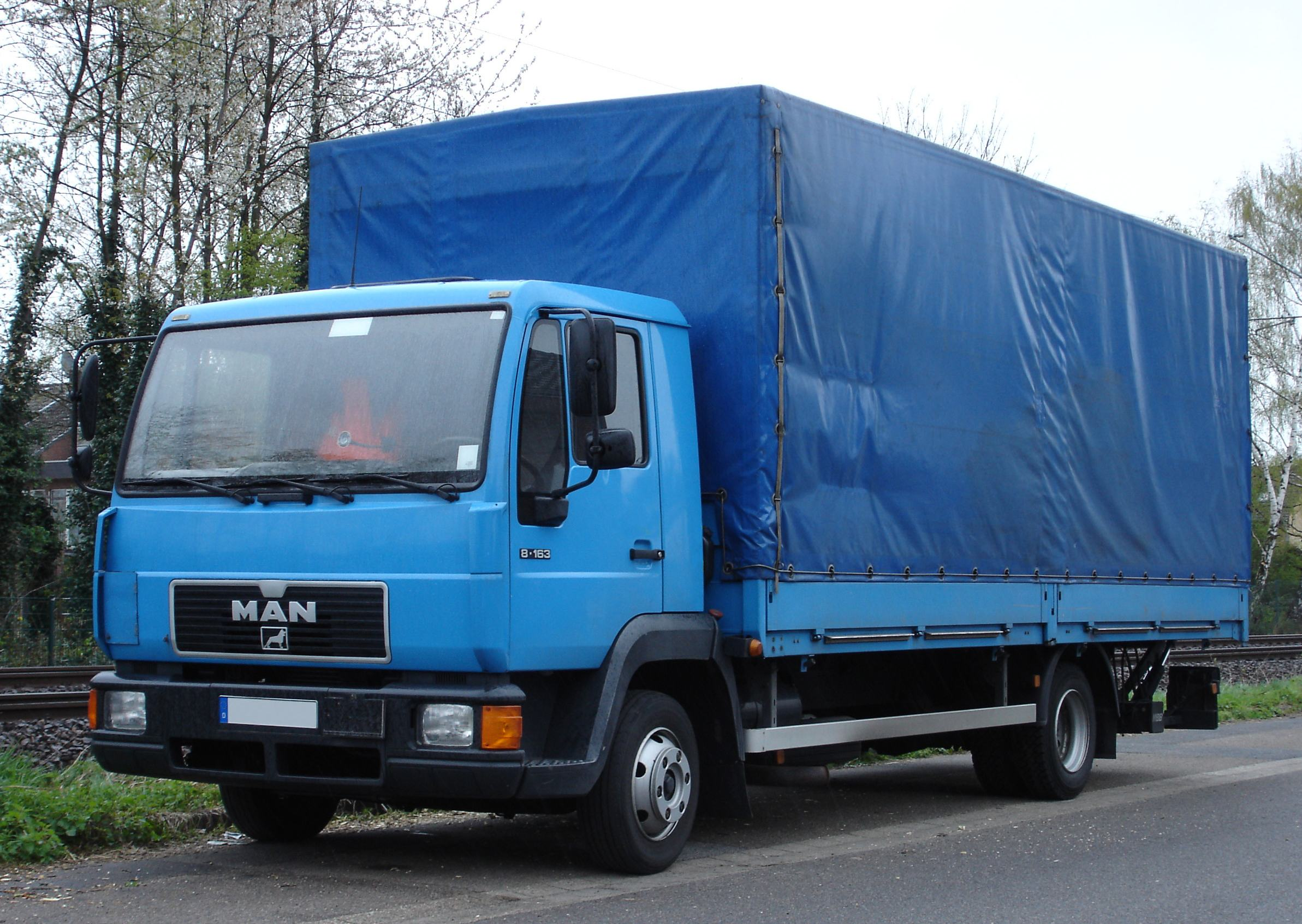
En MAN L2000.
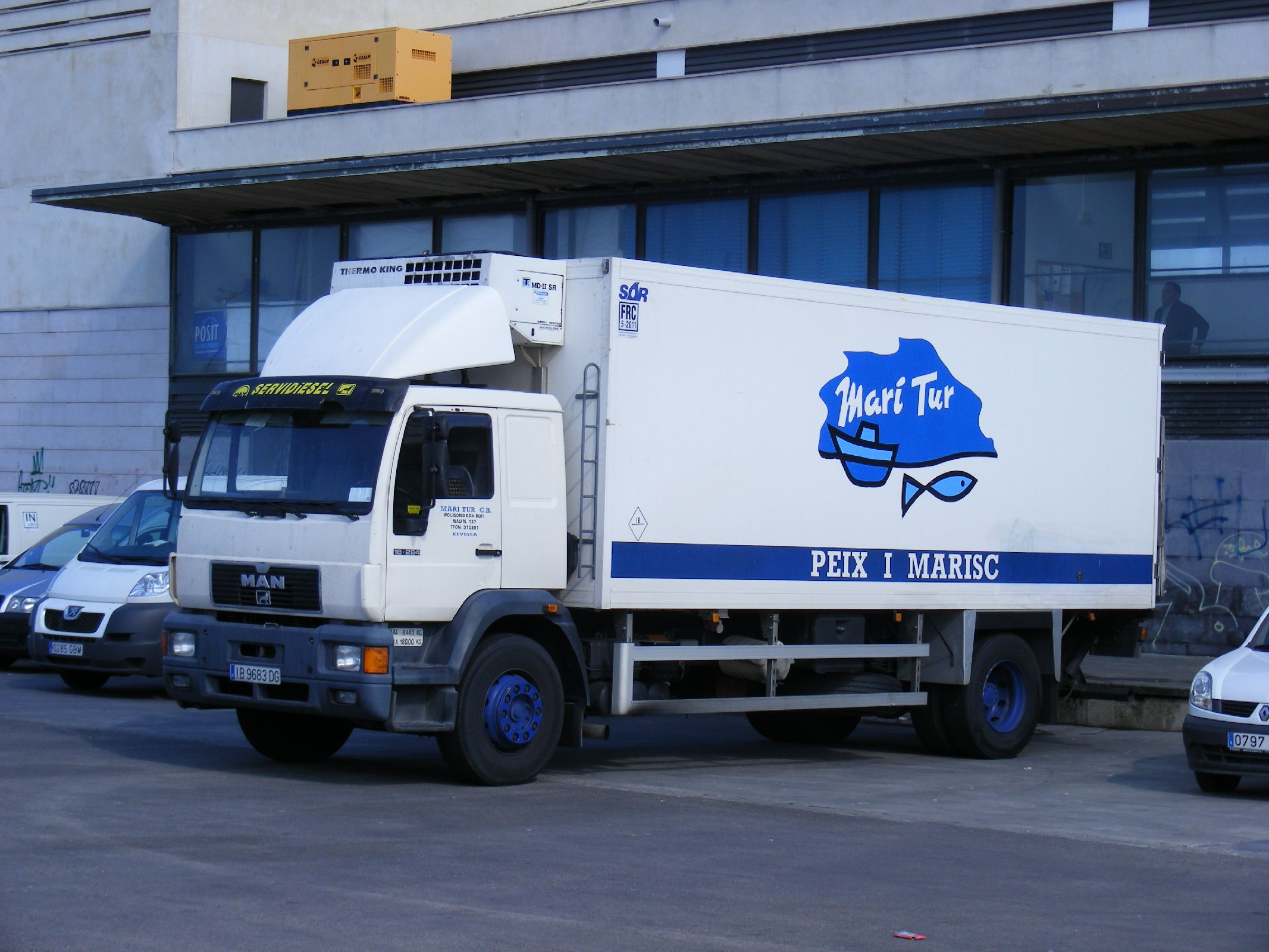
En MAN M2000 i Denia, Spanien.
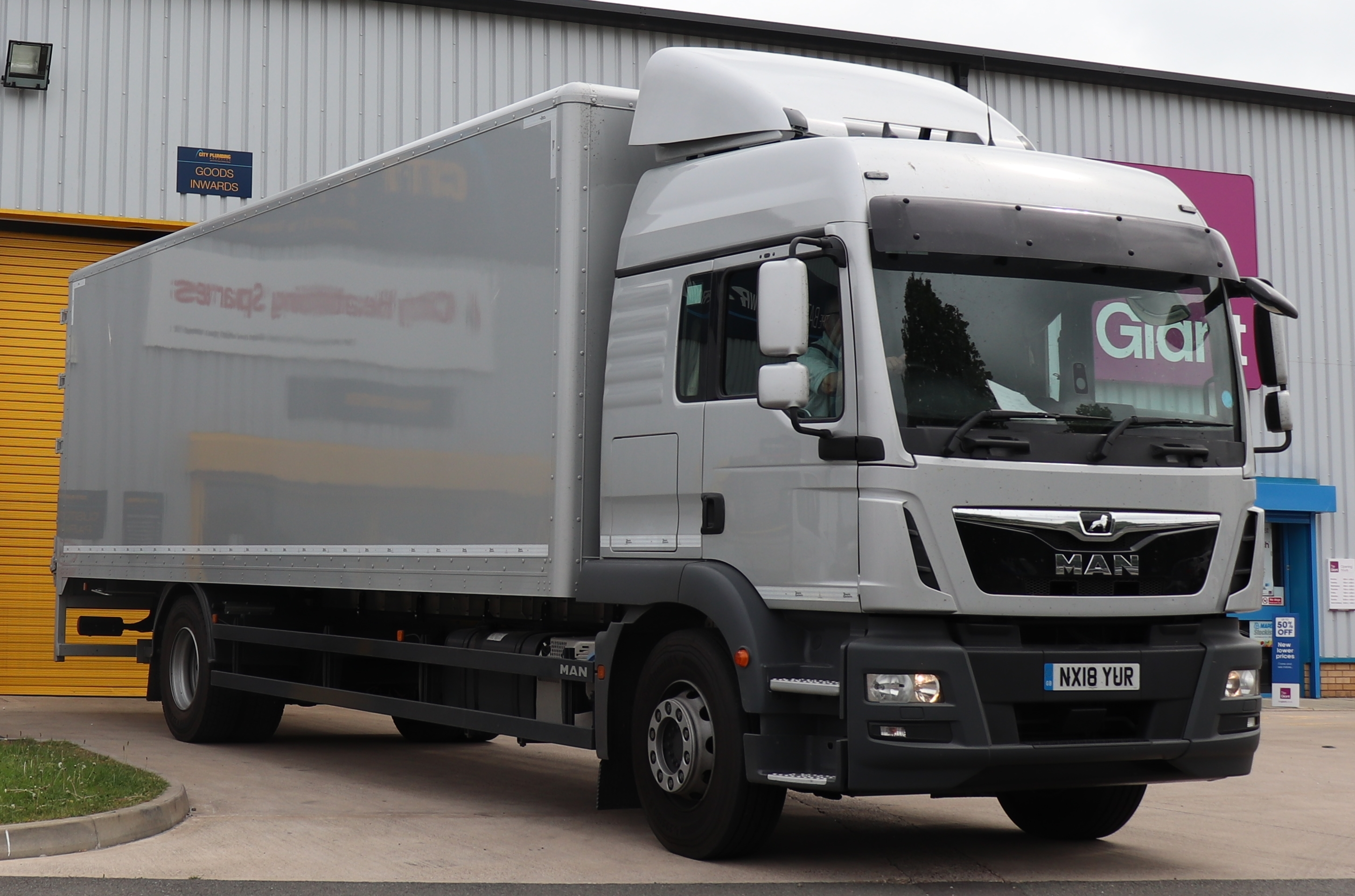
En MAN TGM.
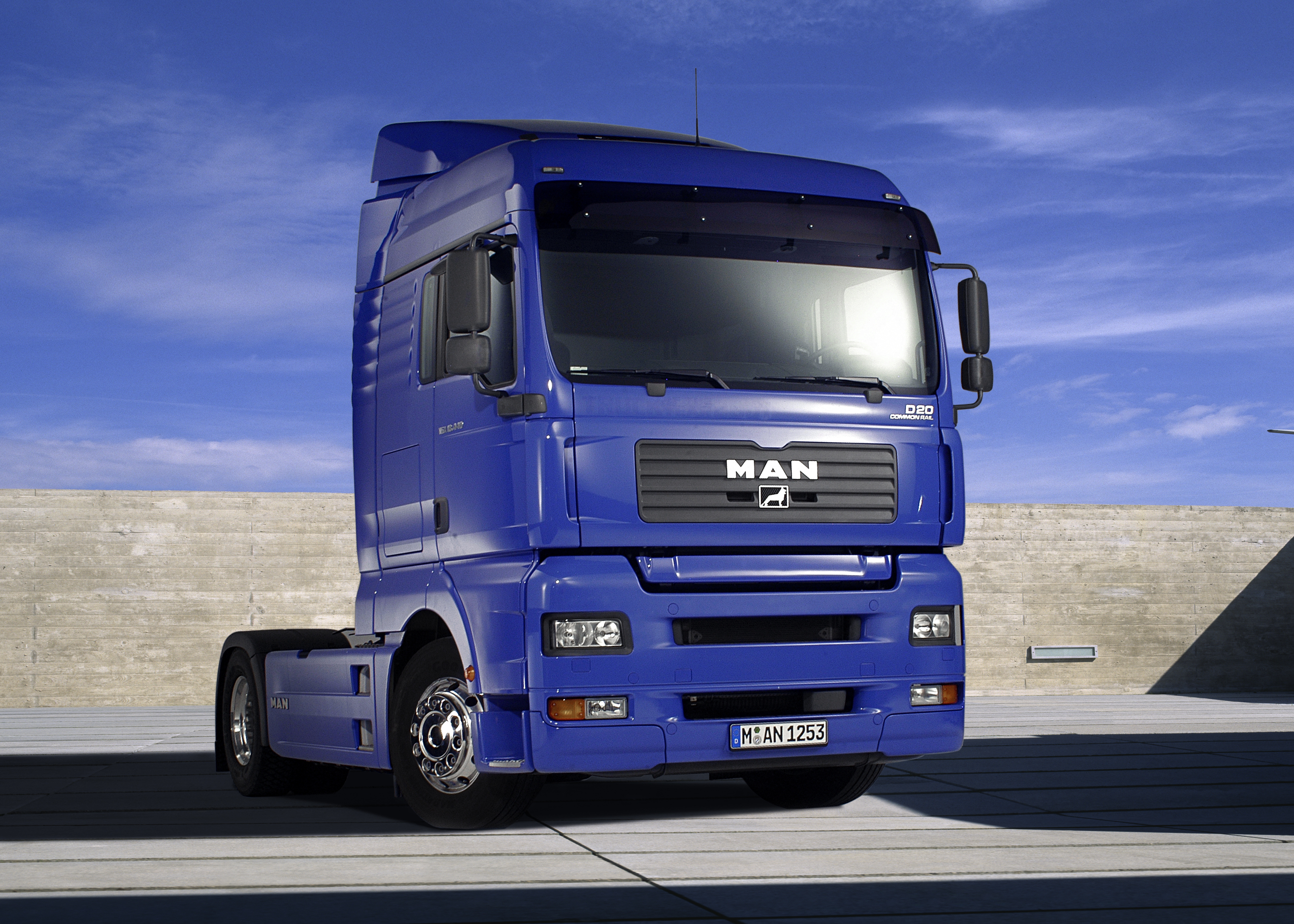
En MAN TGA.
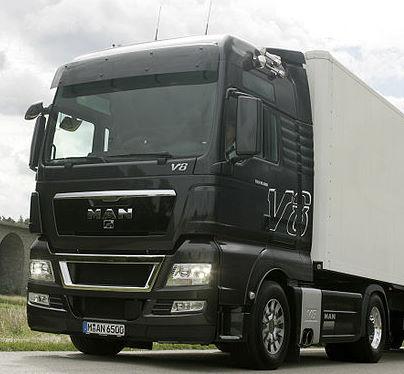
En MAN TGX med V8-motor.

### Bussar
Se även: Neoman
- MAN SL200
- MAN SG 310
- MAN SL202
- MAN NL202
- MAN NG272
- MAN NL202 (2) / NL222 / NL262 / NL312
- MAN NG262 / NG272 (2) / NG312
- MAN ÜL 313 / 353
- MAN Lion's Star turistcoaches (ersatt av Lion's Coach Supreme)
- MAN Lion's Coach inter-urban coaches
- MAN Lion's City;
  - MAN Lion's City A20 / A21 / A22 / A23 / A24 / A25 / A26 / A35 / A36 / A37 / A39 / A40 / A42 / A43 / A44 / A45 / A47 / A48, A49 / A66 / A76 / A78 / A95
  - MAN Lion's City NL223 / NL233 / NL243 / NL263 / NL283 / NL313
  - MAN Lion's City NM223 / NM283
  - MAN Lion's City NG223 / NG243 / NG263 / NG313 / NG353 / NG363
- MAN Lion's Regio
- MAN Lion's Intercity

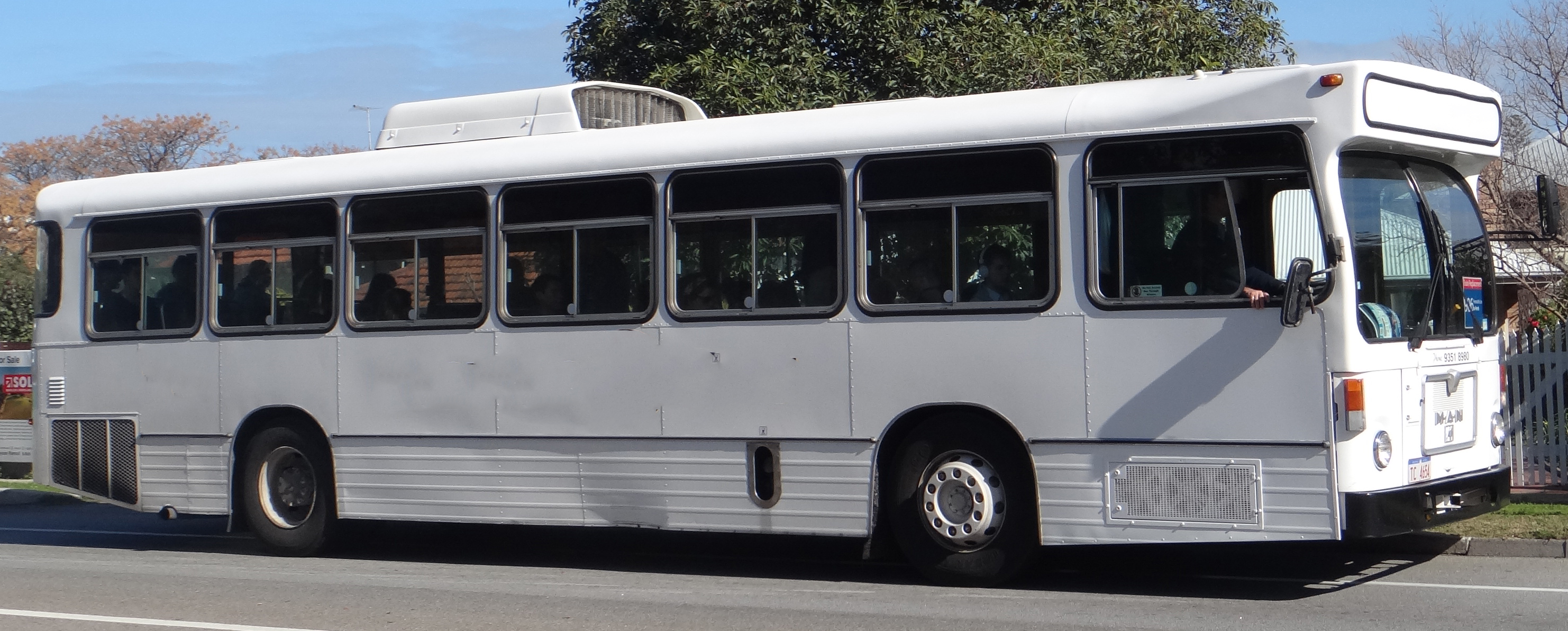
En MAN SL200 i Perth, Australien.
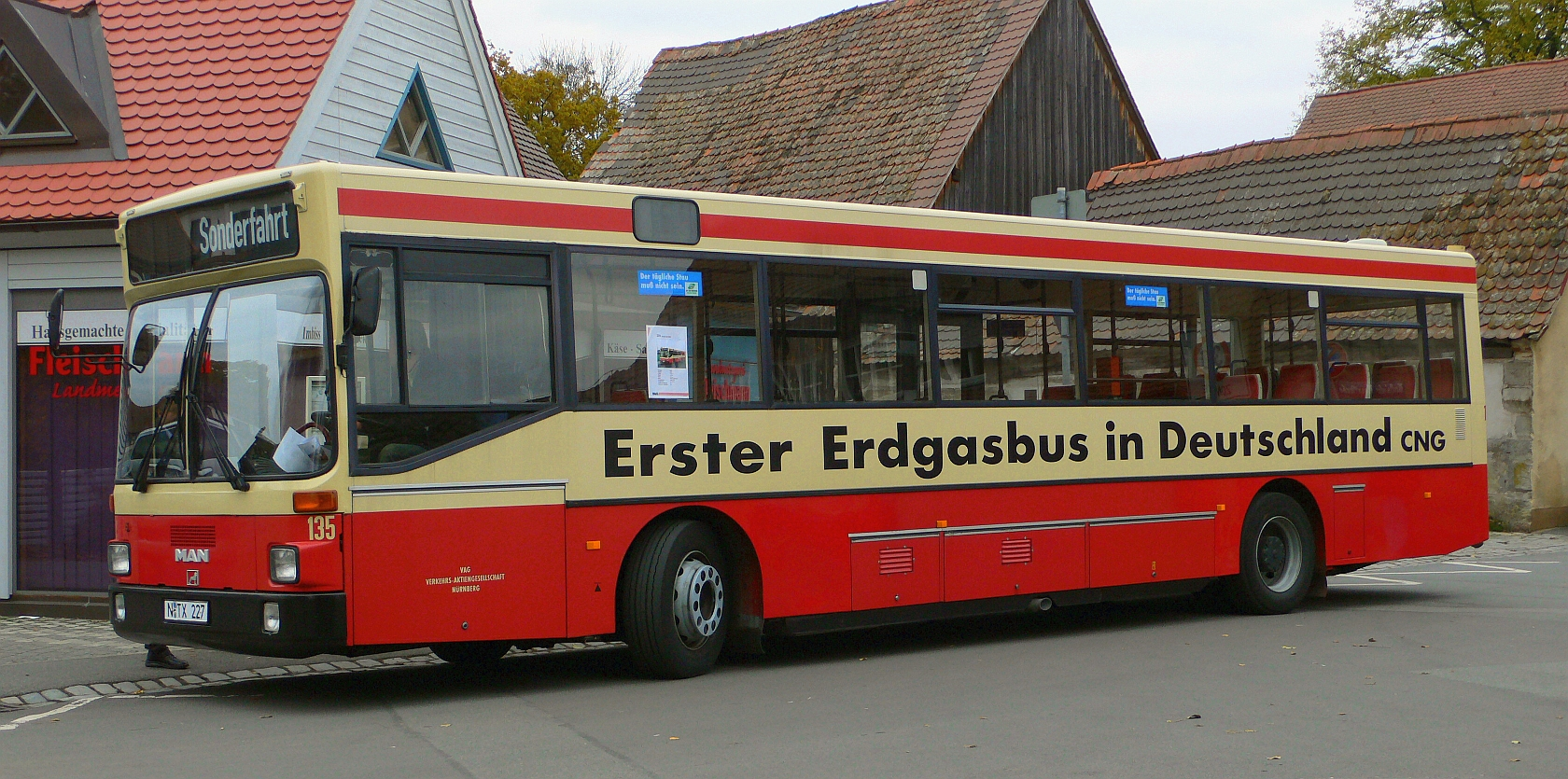
En MAN SL202 i Nürnberg, Tyskland.
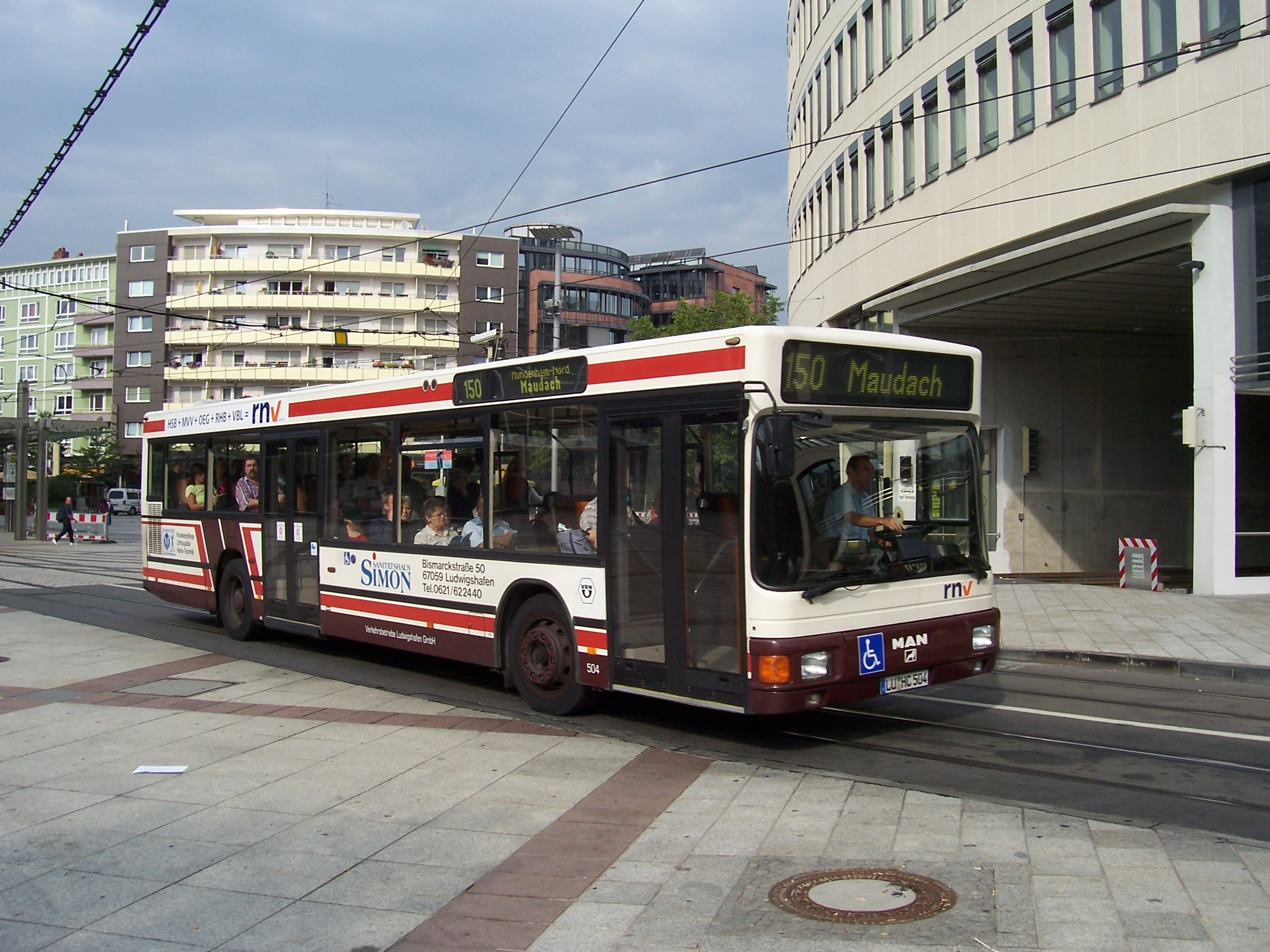
MAN NL202 (2) i Ludwigshafen am Rhein, Tyskland.
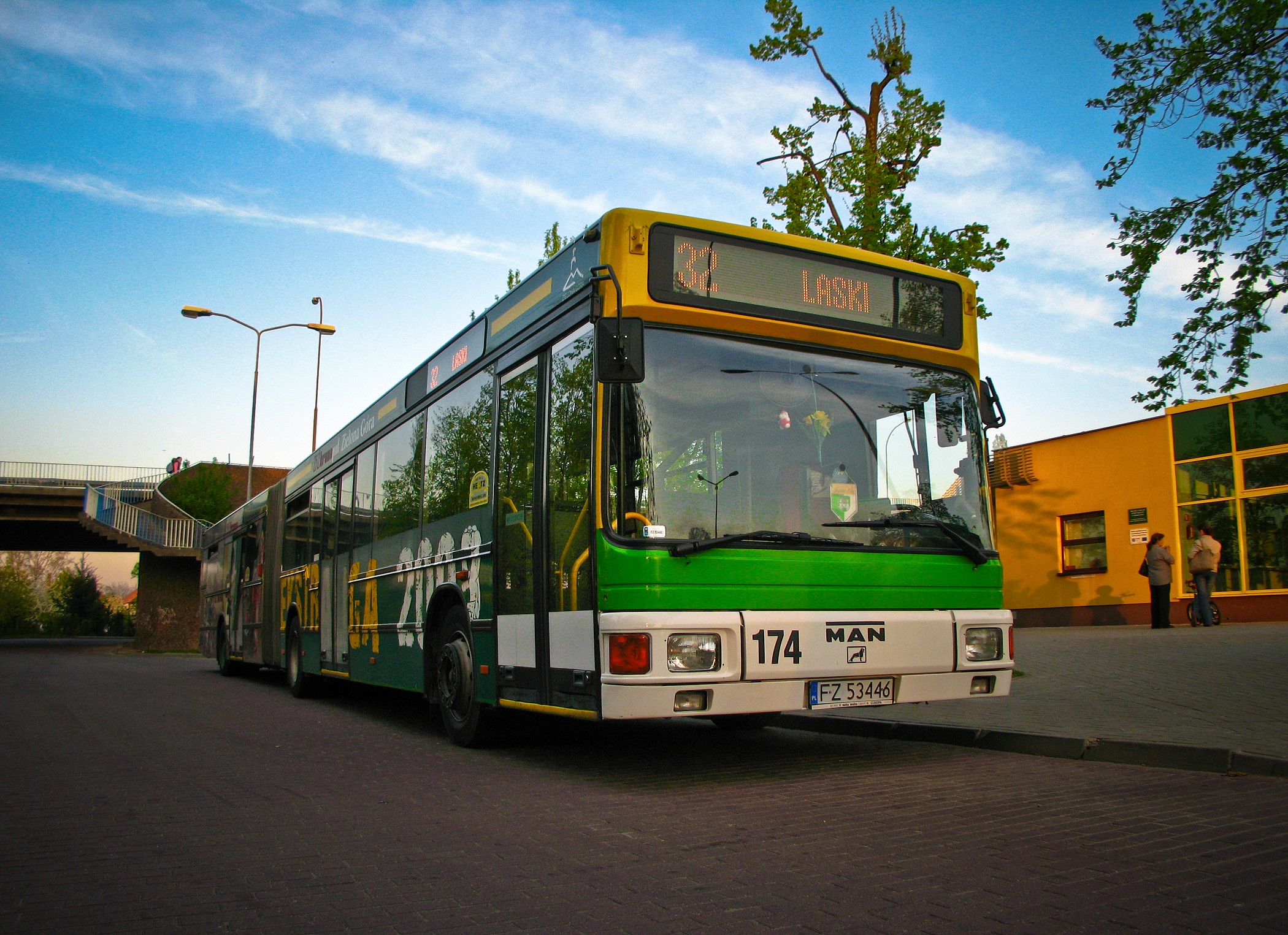
En MAN NG272 (2) i Zielona Góra, Polen.
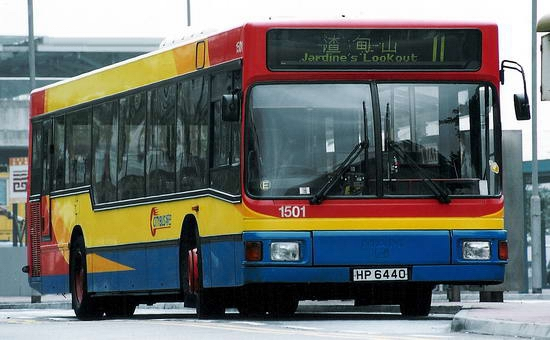
MAN NL262 i Hongkong.
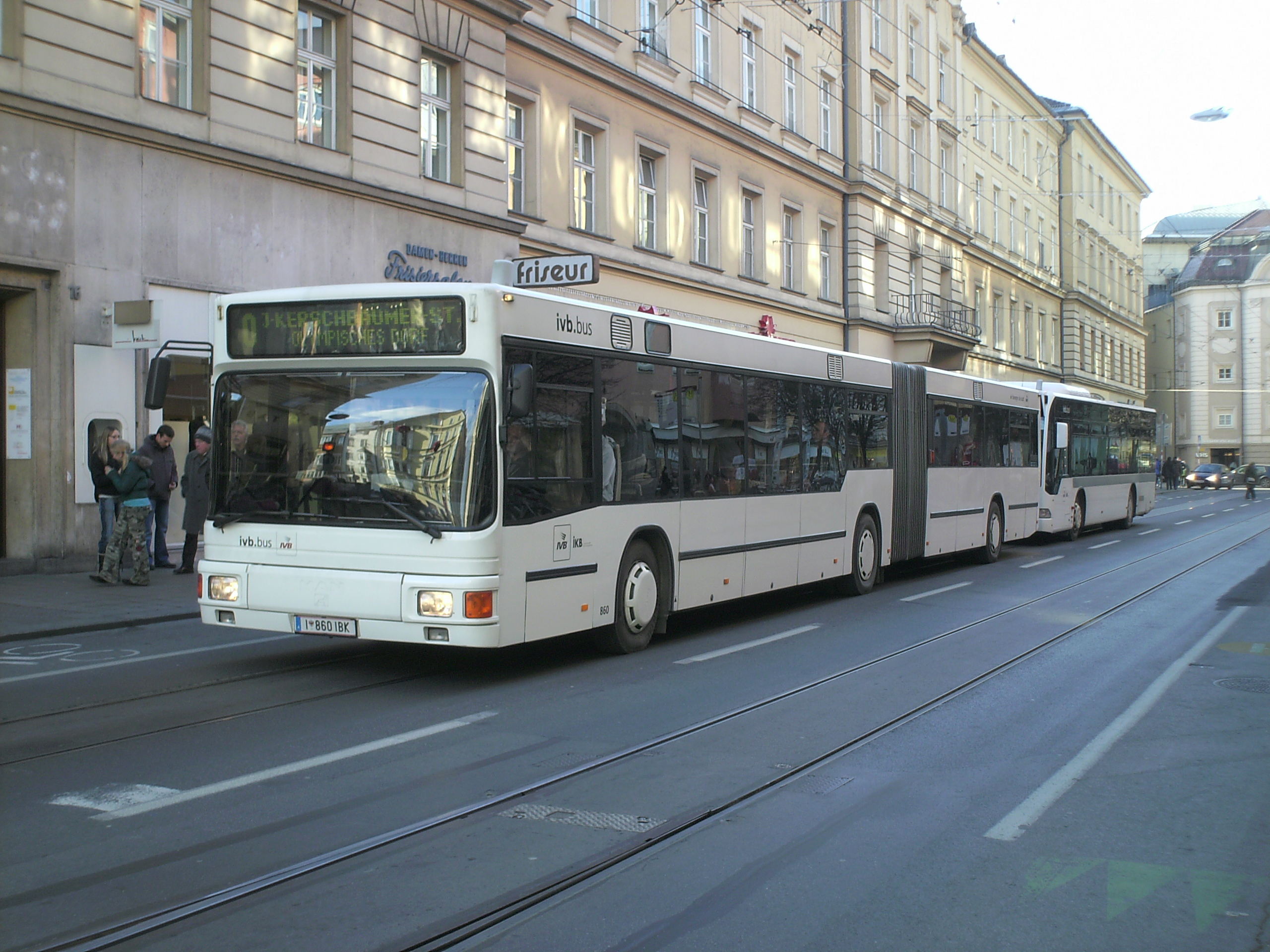
En MAN NG272 (2) i Innsbruck.
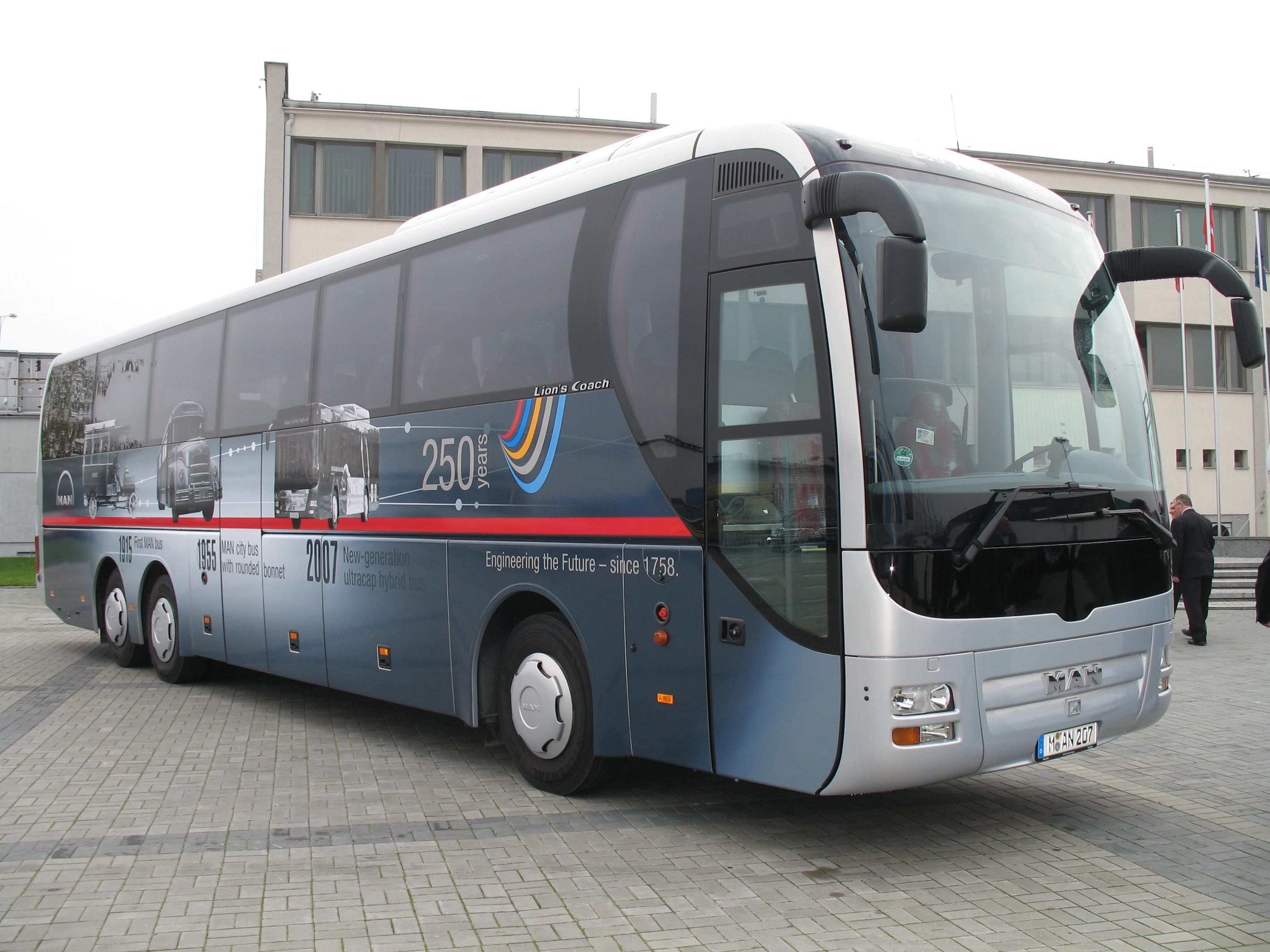
MAN Lion's Coach i Kielce, Polen.
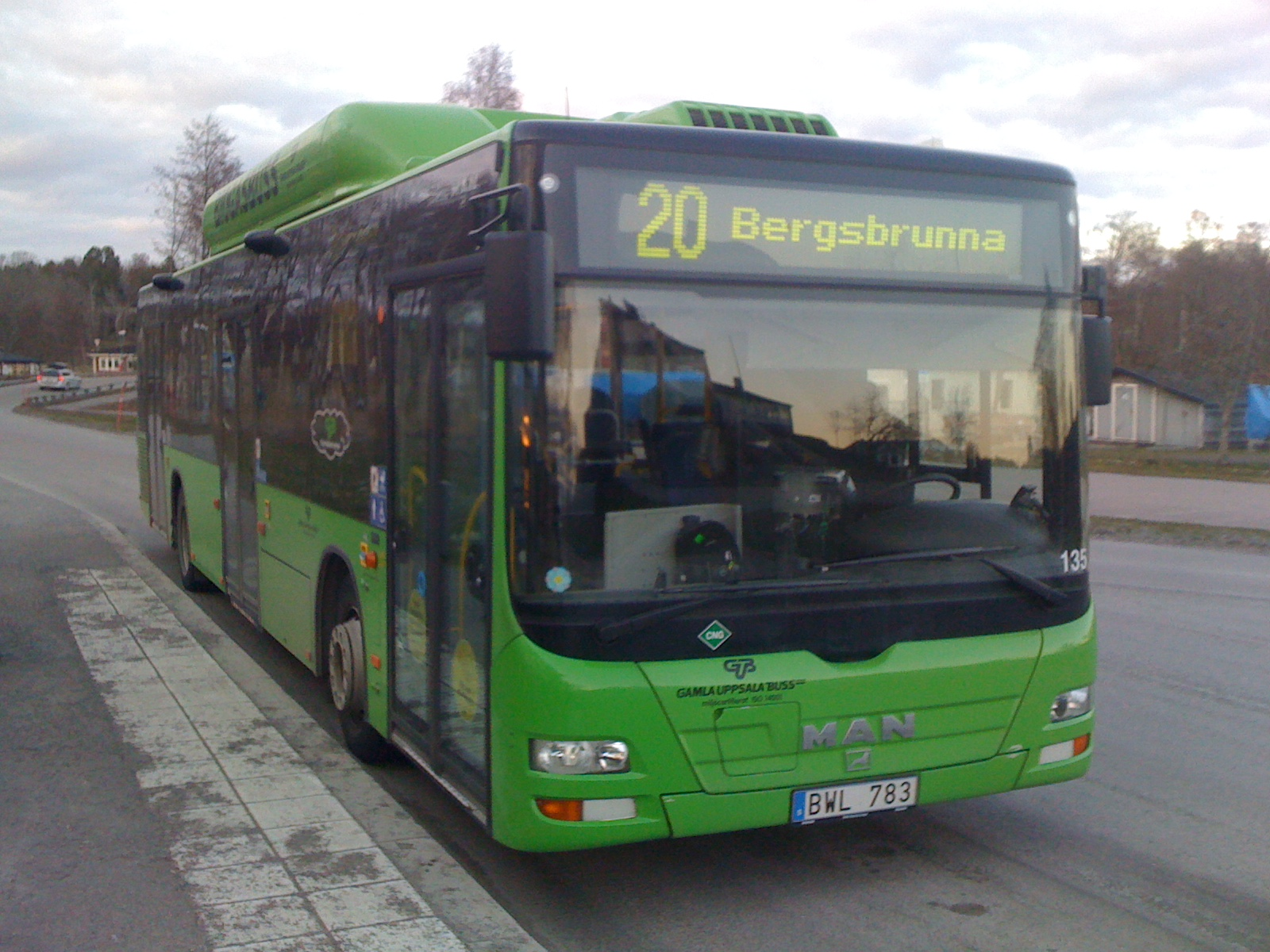
En MAN A21 i Uppsala, Sverige.
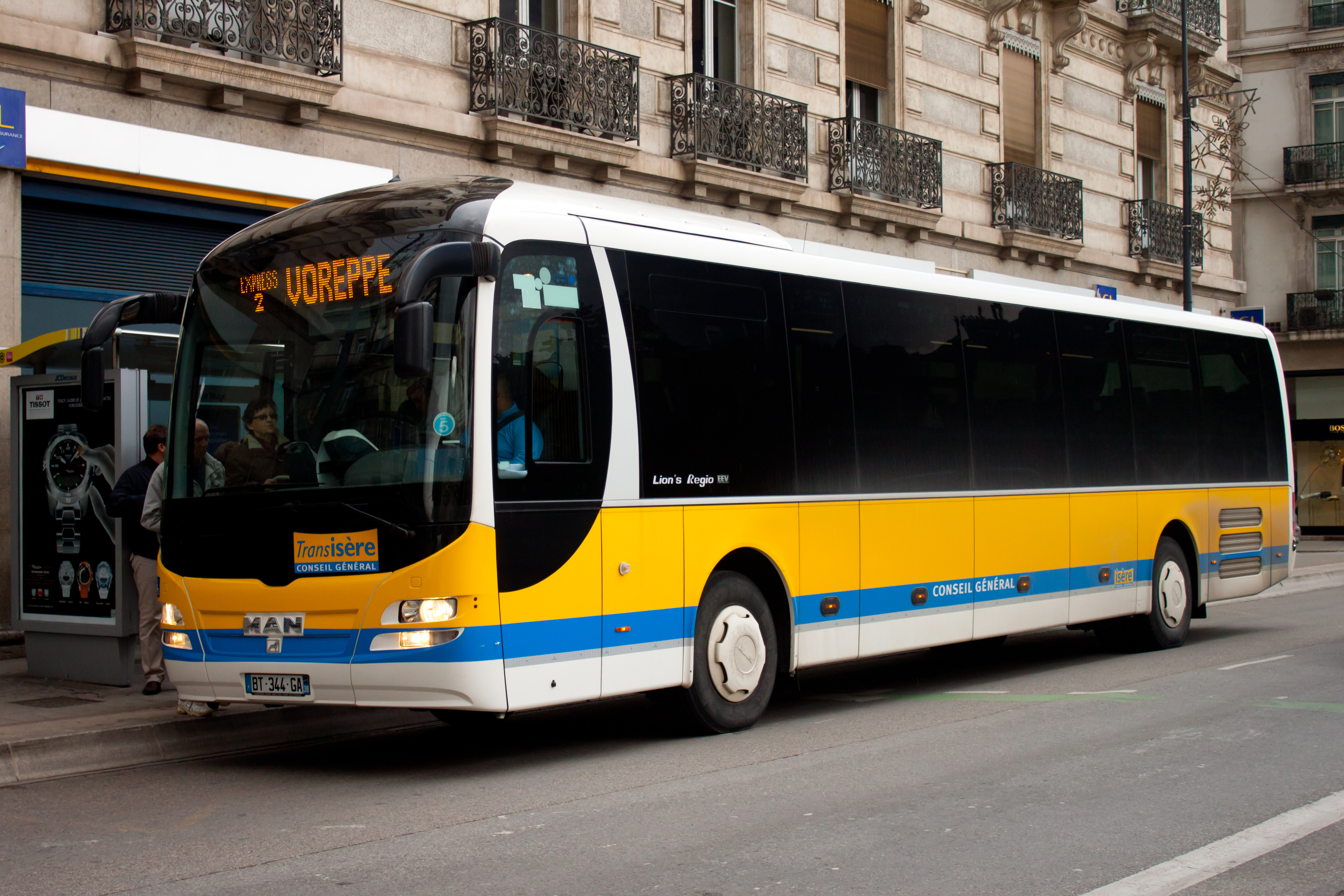
En MAN Lion's Regio i Grenoble, Frankrike.

## Produktionsorter

### Tyskland
- München
- Nürnberg
- Salzgitter
- Penzberg
- Ginsheim-Gustavsburg
- Stuttgart
- Pilsting
- Plauen

### Österrike
- Steyr
- Wien

### Polen
- Poznań
- Starachowice

### Belarus
- Minsk

### Turkiet
- Ankara

### Storbritannien
- Middlewich

### Sydafrika
- Pinetown
- Olifantsfontein